# Ermenegildo Peverada

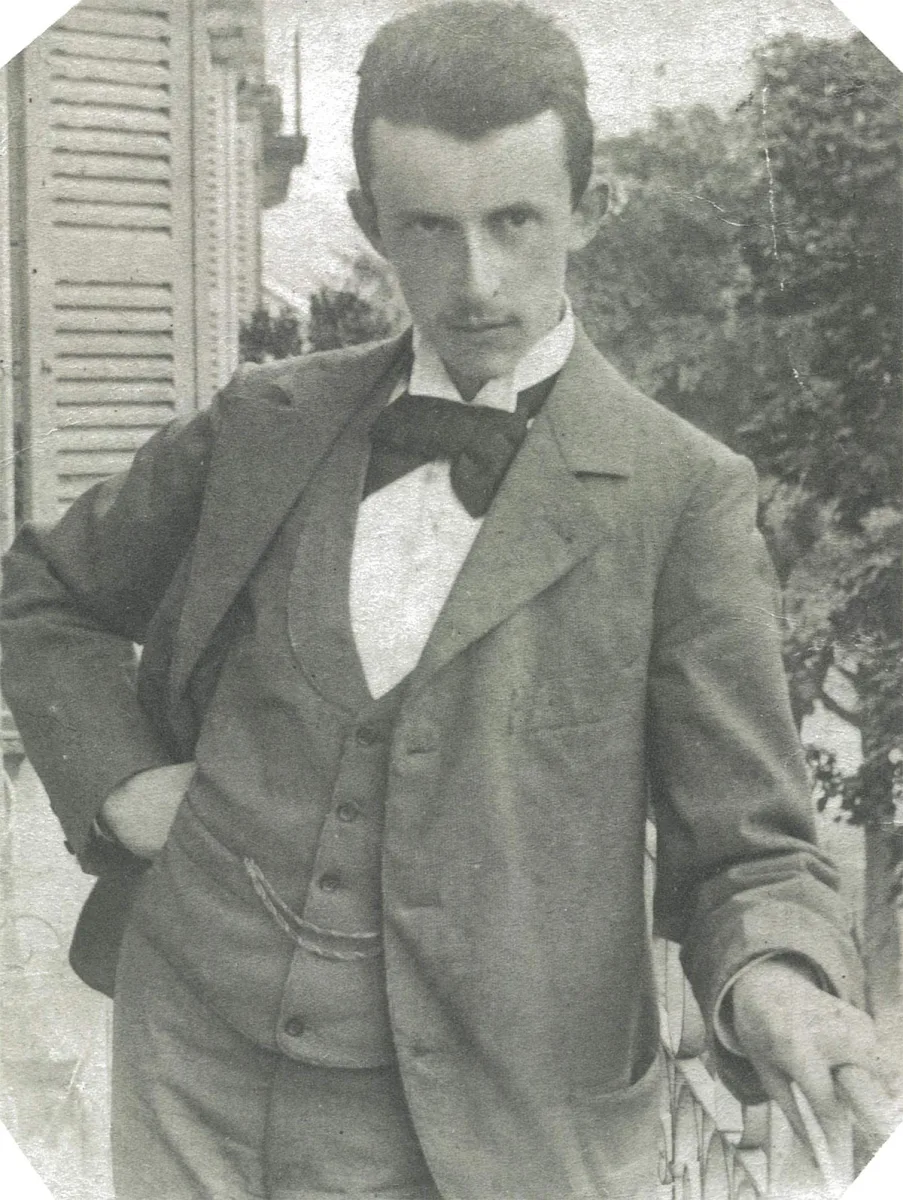
Ermenegildo Peverada, um 1898

Ermenegildo Degiorgi-Peverada (* 8. Juni 1866 in Loco; † 28. Januar 1900 ebenda) war ein Schweizer Bildhauer.

## Leben und Werk
Ermenegildo wurde 1966 in Loco im Onsernonetal geboren. Früh verlor er seinen Vater und kam mit seiner Mutter Severina Ferazini nach Turin, wo sie sich mit dem bekannten Stuckateur Pacifico Peverada verheiratete. Ermenegildo wurde von ihm adoptiert und nahm seinen Nachnamen an. Sein Stiefvater scheute keine Kosten und Mühen, um ihm die bestmögliche Ausbildung zum Künstler angedeihen zu lassen. Peverada studierte an der Turiner Accademia Albertina, wo ihm im August 1888 eine Silber- und Bronzemedaille für einen Kopf und ein Relief verliehen wurde. Nach dem Abschluss begab er sich nach Florenz und Rom, wo er eine Weile im Atelier von Giulio Monteverde arbeitete.

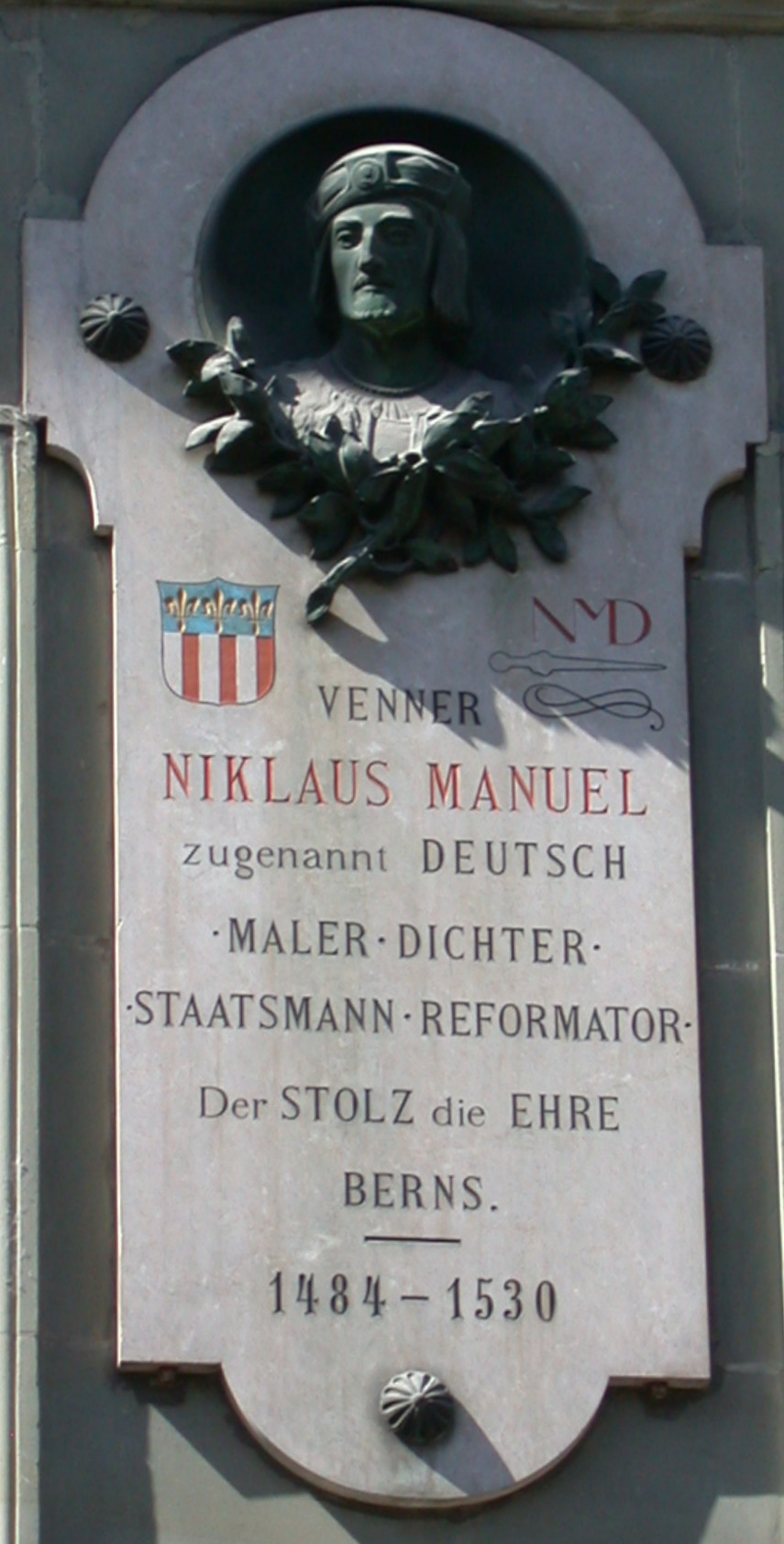
Gedenktafel für Niklaus Manuel mit Medaillon von Peverada, Gerechtigkeitsgasse 72 in Bern

In den 1890er Jahren siedelte Peverada mit seinem Stiefvater in die Schweizer Bundesstadt Bern über, wo sie gemeinsam den Sitz einer Botschaft dekorierten und ihm weitere Arbeiten des Bundes übertragen wurden. Hatte er zuvor vor allem sozial-romantische Themen wie das harte Leben in seinem Heimattal behandelt, gestaltete er nun patriotische und historische Motive. 1896 stellte er an der Schweizerischen Landesausstellung in Genf eine Statue von Wilhelm Tell und seinem Sohn Walter aus. 1899 lieferte er, als Mitglied des Verschönerungsvereins, den Entwurf für die Gedenktafel für Niklaus Manuel in Bern. Sie wurde im April 1900 an der Gerechtigkeitsgasse 72 eingesetzt. Ebenfalls 1899 entwarf Peverada Skizze und Maquette für ein neues Christophorusstandbild auf dem Christoffelbrunnen an der Spitalgasse. Die Anstrengungen und das nördliche Klima setzten ihm indes zu und er erkrankte schwer. Am 28. Januar 1900 starb er mit erst 33 Jahren in seiner Geburtsgemeinde Loco.
Das Museo Onsernonese in Loco bewahrt einige von Peveradas Werken auf. Bis 1965 war hier auch sein Tell ausgestellt. Dann wurde er auf dem Stock des Dorfbrunnens platziert und ist so bis heute neben Vincenzo Velas Telldenkmal in Lugano das einzige öffentliche Telldenkmal des Kantons Tessin.
Vom 24. April bis am 31. August 2007 widmete das Museo Vincenzo Vela Peverada eine Ausstellung.

### Eigene Schriften
- Ermenegildo Peverada: Arte ed artisti ticinesi a Torino. In: Helvetia di Torino. 1896.

### Sekundärliteratur
- Una famiglia di artisti. In: L'Eco di Locarno. 19. Dezember 1939, S. 2 (online).
- Gianna A. Mina (Hrsg.): Ermenegildo Degiorgi-Peverada (1866–1900). Scultore onsernonese. Materiali per una rivalutazione. Museo Vela, Ligornetto 2007 (Ausstellungskatalog).
- Noah Businger: Guglielmo Tell. In: Blog. Schweizerisches Nationalmuseum. 7. November 2023.